# 世田谷区立玉川小学校
世田谷区立玉川小学校（せたがやくりつ たまがわしょうがっこう）は、東京都世田谷区中町2丁目にある区立小学校。

## 沿革
- 1874年（明治7年）11月20日 - 第2中学区9番小学校として創立。
- 1875年（明治8年）1月8日 - 西光寺を改造し、開校式を挙行。
- 1896年（明治29年）4月1日 - 高等科を併置。
- 1917年（大正6年）
  - 3月31日 - 高等科を分離し、単独、玉川高等小学校を設置。
  - 8月8日 - 現校地に移転。
- 1918年（大正7年）5月31日 - 高等小学校を廃止、玉川小学校に併置。
- 1941年（昭和16年）4月1日 - 国民学校令により、東京府東京市玉川国民学校と改称。
- 1943年（昭和18年）7月1日 - 東京府と東京市が統合した東京都発足により、東京都玉川国民学校と改称。
- 1947年（昭和22年）
  - 3月3日 - 校歌制定。
  - 4月12日 - 新学制により、東京都世田谷区立玉川小学校と改称。
- 1959年（昭和34年）4月21日 - 体育館兼講堂竣工。
- 1964年（昭和39年）4月1日 - 区立養護学園を併設（後の三浦健康学園）。
- 1965年（昭和40年）3月1日 - 創立90周年記念式典挙行。同日、第1期改築竣工。
- 1966年（昭和41年）8月6日 - プール竣工。
- 1973年（昭和48年）3月31日 - 第2期改築竣工。
- 1974年（昭和49年）
  - 3月31日 - 第3期改築竣工。
  - 9月10日 - 校庭整地、スプリンクラー取付完了。
  - 11月16日 - 創立100周年記念行事開催。
- 1977年（昭和52年）3月31日 - 玉川郷土資料館竣工。
- 1978年（昭和53年）
  - 2月20日 - 西校舎増築竣工。
  - 3月31日 - 中庭コンクリート舗装工事、理科園芝生、観察池造成工事完了。
- 1979年（昭和54年）3月31日 - 西校舎周辺環境整備植樹。
- 1980年（昭和55年）3月31日 - 中庭環境整備、本校舎屋上ウレタン舗装、給食用ボイラー室敷設。
- 1982年（昭和57年）
  - 2月28日 - 力山補修工事完成。
  - 3月24日 - 正門及び東側網ベイ改修工事完成。
- 1983年（昭和58年）8月31日 -  第2期改築校舎教室床修理（10教室）。造形砂場・体育用砂場・低鉄棒・雲梯新設。
- 1984年（昭和59年）11月17日 - 創立110周年記念式典挙行、記念行事開催。同日、アスレチック8基完成。
- 1985年（昭和60年）12月5日 - 体育館落成（改築）。
- 1986年（昭和61年）
  - 1月25日 - 体育館落成式典祝賀会。
  - 9月4日 - 防犯ベル設置。
  - 9月12日 - 校庭整地検査終了。
- 1987年（昭和62年）
  - 3月13日 - 給食室増改築。
  - 8月31日 - 中央校舎外壁塗装。
  - 9月30日 - 校庭ベンチ設置。
- 1989年（平成元年）
  - 1月11日 - 屋外掲示板設置。
  - 1月31日 - ねん土窯取り換え。
- 1991年（平成3年）
  - 3月2日 - 多目的ルーム（ランチルーム）完成。
  - 8月31日 - 北校舎防水工事・東校舎耐震補強工事。
  - 11月11日 - 東校舎トイレ改修工事完了。
- 1992年（平成4年）
  - 3月25日 - プール改修工事完了。
  - 11月19日 - アスレチック付け替え完成。
- 1993年（平成5年）
  - 4月15日 - 機械警備実施。
  - 8月31日 - FF暖房・エアコン設置。
- 1994年（平成6年）
  - 3月8日 - 生ゴミ処理機（リサイター）設置。
  - 11月19日 - 創立120周年記念行事開催。
- 1995年（平成7年）
  - 8月31日 - 照明増灯工事に伴う天井改修工事終了。
  - 10月31日 - 校庭南擁壁改修工事終了。
- 1996年（平成8年）6月15日 - プールろ過機取替。
- 1997年（平成9年）9月30日 - 北校舎外部大規模他改修工事。
- 1998年（平成10年）
  - 10月31日 - 本校舎、西校舎外部改修工事。
  - 11月30日 - プール飛込台撤去。
- 1999年（平成11年）
  - 8月31日 - 北校舎内部改修工事家庭科室・トイレ全面改修。
  - 11月20日 - 開校125周年記念日。
- 2000年（平成12年）10月20日 - 本校舎西トイレ全面改修。
- 2001年（平成13年）
  - 3月15日 - 新BOP室・音楽ホール完成。
  - 8月25日 - パソコン20台設置。
- 2002年（平成14年）
  - 2月8日 - 全室インターホン設置。
  - 11月5日 - 三浦健康学園研究発表会。
- 2003年（平成15年）
  - 2月15日 - 校長室と事務室にパソコン設置。
  - 4月1日 - 算数少人数指導導入。算数ルーム整備し、スクールカウンセラーを導入。
  - 11月20日 - 創立130周年記念式典挙行、記念行事開催。
- 2005年（平成17年）
  - 12月10日 - 階段手すり設置。
  - 12月28日 - カメラ付きインターフォン設置。
- 2006年（平成18年）3月31日 - 校庭整地。
- 2008年（平成20年）12月31日 - 校舎耐震工事完了。
- 2013年（平成25年）9月1日 - 平和資料室閉室。
- 2014年（平成26年）11月22日 - 創立140周年記念行事開催。
- 2015年（平成27年）10月30日 - 本校舎屋上・外壁塗装工事。
- 2024年（令和6年）11月16日 - 創立150周年記念式典挙行[2]。

## 交通
- 東急電鉄大井町線
  - 等々力駅から、徒歩約460m・約7分。
  - 上野毛駅から、徒歩約635m・約10分。
- 東急バス「東98」「等11・13」「等12」で、等々力操車所バス停（終点）から、徒歩約100m・1～2分。

## 著名な卒業生
- 小林旭（歌手）
- 軽部真一（フジテレビアナウンサー）
- 中井美穂（元フジテレビアナウンサー・古田敦也（元ヤクルト選手・現野球解説者）夫人）
- 佐藤隆太（俳優）
- 栗田マークアジェイ（プロサッカー選手）[3]
- 石田ゆり子（女優）
- 石田ひかり（女優）